# Miloslav Hotový
Miloslav Hotový (19. května 1935, České Budějovice – 12. září 2003, tamtéž) byl český sochař.

## Život
Miloslav Hotový absolvoval Vyšší školu uměleckého průmyslu v Praze (1954–1956) a poté v letech 1956–1961 vystudoval sochařství na Vysoké škole uměleckoprůmyslové v Praze v ateliéru prof. Bedřicha Stefana a Karla Nušla. Roku 1964 pobýval v Paříži. Hotový se zabýval i fotografováním a krátce po ukončení studia měl autorskou výstavu fotografií ve výstavní síni mladých v Pardubicích (1962). Jako student patřil na přelomu 50. a 60. let k okruhu Křižovnické školy humoru bez vtipu.
V 60. letech byl se zúčastnil významných výstav Socha 1964 (Liberec), Rychnov 1964 (Rychnovský zámek), Konfrontace III (Alšova síň Umělecké besedy, 1965). V roce 1965 vystavoval v holandském Maduradam. Roku 1966 byl zastoupen na Výstavě mladých v Brně, konané u příležitosti mezinárodního kongresu AICA. Ve stejném roce vystavoval společně s Antonínem Tomalíkem v Mánesu a s Jiřím Lacinou se zúčastnil workshopu a výstavy českých sochařů v polském Koszalinie. Roku 1968 se zúčastnil Mezinárodního bienále mladých výtvarníků v Domě umění v Bratislavě a výstavy Hluboká 1968.
V červenci roku 1968 byl zastoupen na reprezentativní přehlídce 300 malířů, sochařů a grafiků 5 generací k 50. létům republiky konané v Mánesu a Obecním domě. Miloslav Hotový četl filozofické texty a v životě svá filosoficko-mravní stanoviska upřednostňoval před vlastní výtvarnou tvorbou. Po srpnové okupaci prožil pocit marnosti a deziluze, další sochařské tvorby vzdal a stáhl se do soukromí. Období jeho sochařské tvorby tak trvalo pouze jedno desetiletí.
Jeho dílo připomněly až výstavy Český informel (Staroměstská radnice, 1991) a první autorská výstava roku 2003 v Galerii Ztichlá klika v Praze, která se uskutečnila pouze několik měsíců před sochařovým úmrtím.

## Dílo
Východiskem tvorby byl klasický sochařský portrét, kterému se v různé intenzitě věnoval po celou dobu své sochařské činnosti. Introvertně založeného Hotového silně ovlivnil jeho učitel Bedřich Stefan, který patřil k meziválečné avantgardě a u svých žáků se snažil rozvinout smysl pro ušlechtilost tvaru, jemnost modelace, cit pro detail i meditativní přístup k práci. Z dalších sochařů ho ovlivnil zejména Constantin Brâncuși a způsob práce se světlem a organickým tvarem u Hany Wichterlové. Hotový se zabýval filosofickým problémem stárnutí, chorobou a smrtí, jak svědčí sochy s destruovanými prvky lidské anatomie nebo volná portrétní plastika zobrazující proměnu lidské hlavy v lebku jako Memento mori (Metamorfóza, 1961).
Od počátku 60. let patřil do okruhu Konfrontací a řada jeho soch má abstraktní formu ovlivněnou informelem. Jsou pro ně charakteristické členité povrchy s otisky konkrétních předmětů, nástrojů, textilií, dřev, drátů, skleniček zdobených rytým dekorem apod. Také abstraktní tvary soch, přestože uchovávají stabilitu svého jádra, akcentují proces destrukce tvaru, kterým sochař dosahuje potřebného napětí (Zborcený sloup, 1963). Většinu Hotového soch se nepodařilo za jeho života odlít do kovu a zůstala v původní patinované sádře, proto se některá nedochovala.
V polovině 60. let se Hotový postupně vracel k figuraci. Jeho organicko-poetické práce vycházejí z citlivé reflexe lidské existence, z meditace o smyslu života, o jeho věčné proměně a transcendenci. Od svých vrstevníků z Konfrontací se Hotový odlišoval poetickou notou svých děl a prací s měkce modelujícím světlem, které je v jeho pojetí jednotitelem destruovaného tvaru. V českém moderním sochařství zanechal výraznou stopu a jeho díla neztratila nic ze své výtvarné hodnoty a poetiky.
Miloslav Hotový spolupracoval jako výtvarník na slavných filmech české filmové školy 60. let - Vláčilově Markétě Lazarové (1967) a na Juráčkově filmu Případ pro začínajícího kata (1969).

### Zastoupení ve sbírkách
- Národní galerie v Praze
- Alšova jihočeská galerie v Hluboké nad Vltavou

### Výstavy

#### Autorské
- 1962 – Výstava fotografií Míly Hotového 1957–1960), Výstavní síň mladých, Pardubice
- 1966 – Miloslav Hotový, Antonín Tomalík, Galerie mladých, Mánes, Praha
- 2003 – Miloslav Hotový, Galerie Ztichlá klika, Praha

#### Kolektivní (výběr)
- 1964 – Socha 1964, Liberec
- 1964 – Rychnov 1964, Zámek Rychnov nad Kněžnou
- 1965 – Konfrontace III, Galerie mladých, Alšova síň Umělecké besedy, Praha
- 1966 – Výstava mladých / Exposition des jeunes, Dům pánů z Kunštátu, Brno
- 1968 – Hluboká 1968: Umění 1900–1968, Alšova jihočeská galerie v Hluboké nad Vltavou
- 1968/1969 – České sochařství 19. a 20. století, Letohrádek královny Anny (Belveder), Praha
- 1968 – 300 malířů, sochařů, grafiků 5 generací k 50 létům republiky, Praha
- 1970 – Výstava mladých ´70, Mánes, Praha
- 1991 – Český informel. Průkopníci abstrakce z let 1957–1964, Staroměstská radnice Praha
- 2006 – České umění XX. století: 1940–1970, Alšova jihočeská galerie v Hluboké nad Vltavou
- 2019 – Tkáň: Informelní tendence českého umění ve sbírkách Alšovy jihočeské galerie, Galerie výtvarného umění v Náchodě

### Katalogy
- Socha 1964, text Ludmila Vachtová, 56 s., Oblastní galerie Liberec 1964
- Konfrontace III, text Jan Kříž, František Šmejkal, Český fond výtvarných umění 1965
- Výstava mladých / Exposition des Jeunes (Brno 1966), text Eva Petrová, Radislav Matuštík, 74 s., Dům pánů z Kunštátu, Brno 1966
- Miloslav Hotový, Antonín Tomalík, Svaz československých výtvarných umělců 1966
- Hluboká 1968: Umění 1900-1968 (Obrazy, plastika, grafika, 2. díl), text Věra Linhartová, Bohumil Houdek, Alšova jihočeská galerie v Hluboké nad Vltavou 1968
- České sochařství 19. a 20. století, text Petr Hartmann, Národní galerie v Praze 1968
- Výstava mladých ´70, Mánes, Praha 1970